# Elezioni parlamentari in Grecia del 1952
Le elezioni parlamentari in Grecia del 1952 si tennero il 16 novembre. Grazie alla modica del sistema elettorale, con l'adozione del sistema maggioritario, al posto del proporzionale fino ad allora vigente, il partito del ES, con il 49,22% dei voti, si assicurò 247 seggi, che gli assicuravano la maggioranza in parlamento e poté formare un governo monocolore.

## Risultati
| Liste                                       | Voti      | %     | Seggi |
| ------------------------------------------- | --------- | ----- | ----- |
| Raggruppamento Ellenico                     | 783 541   | 49,22 | 247   |
| Unione dei Partiti EPEK-FK                  | 544 834   | 34,23 | 51    |
| Sinistra Democratica Unita                  | 152 011   | 9,55  | –     |
| Partito Populista                           | 16 767    | 1,05  | –     |
| Raggruppamento dei Contadini e degli Operai | 10 431    | 0,66  | –     |
| Partito Contadino                           | 691       | 0,04  | –     |
| Liste di Indipendenti                       | 56 679    | 3,56  | 2     |
| Candidati isolati                           | 26 853    | 1,69  | –     |
| Totale                                      | 1 591 807 | 100   | 300   |